# Dave Randall
Dave Randall (ur. 8 maja 1967 w Memphis) – amerykański tenisista.

## Kariera tenisowa
Karierę tenisową Randall rozpoczął w 1990 roku, a zakończył w 1998 roku.
Odnosił sukcesy głównie w grze podwójnej, wygrywając trzy turnieje rangi ATP World Tour oraz osiągając osiem finałów. W zawodach wielkoszlemowych najdalej doszedł do ćwierćfinału podczas US Open 1993, gdzie tworzył parę z Bradem Pearce’em.
W rankingu gry pojedynczej Randall najwyżej był na 155. miejscu (12 lipca 1993), a w klasyfikacji gry podwójnej na 39. pozycji (7 lutego 1994).

### Finały w turniejach ATP World Tour
| Nazwa                              |
| ---------------------------------- |
| Wielki Szlem                       |
| Igrzyska olimpijskie               |
| ATP World Tour World Championships |
| ATP Masters Series                 |
| ATP Championships Series           |
| ATP World Series                   |

#### Gra podwójna (3–8)
| Końcowy wynik | Nr | Data                | Turniej       | Nawierzchnia  | Partner          | Przeciwnicy                          | Wynik finału  |
| ------------- | -- | ------------------- | ------------- | ------------- | ---------------- | ------------------------------------ | ------------- |
| Zwycięzca     | 1. | 1 marca 1992        | Scottsdale    | Twarda        | Mark Keil        | Kent Kinnear Sven Salumaa            | 4:6, 6:1, 6:2 |
| Finalista     | 1. | 3 maja 1992         | Atlanta       | Ceglana       | Mark Keil        | Steve DeVries David Macpherson       | 3:6, 3:6      |
| Zwycięzca     | 2. | 28 lutego 1993      | Scottsdale    | Twarda        | Mark Keil        | Luke Jensen Sandon Stolle            | 7:5, 6:4      |
| Finalista     | 2. | 3 października 1993 | Bazylea       | Twarda (hala) | Brad Pearce      | Byron Black Jonathan Stark           | 6:3, 5:7, 3:6 |
| Finalista     | 3. | 8 października 1995 | Tuluza        | Twarda (hala) | Greg Van Emburgh | Jonas Björkman John-Laffnie de Jager | 6:7, 6:7      |
| Finalista     | 4. | 14 stycznia 1996    | Dżakarta      | Twarda        | Kent Kinnear     | Rick Leach Scott Melville            | 1:6, 6:2, 1:6 |
| Finalista     | 5. | 14 kwietnia 1996    | Hongkong      | Twarda        | Kent Kinnear     | Patrick Galbraith Andriej Olchowski  | 3:6, 7:6, 6:7 |
| Zwycięzca     | 3. | 11 maja 1997        | Coral Springs | Ceglana       | Greg Van Emburgh | Luke Jensen Murphy Jensen            | 6:7, 6:2, 7:6 |
| Finalista     | 6. | 15 czerwca 1997     | Bolonia       | Ceglana       | Jack Waite       | Gustavo Kuerten Fernando Meligeni    | 2:6, 5:7      |
| Finalista     | 7. | 26 sierpnia 1997    | Boston        | Twarda        | Jack Waite       | Jacco Eltingh Paul Haarhuis          | 4:6, 2:6      |
| Finalista     | 8. | 30 sierpnia 1998    | Long Island   | Twarda        | Brandon Coupe    | Julián Alonso Javier Sánchez         | 4:6, 4:6      |